# Dieter Schwarz
Dieter Schwarz (* 24. září 1939, Heilbronn) je německý podnikatel a vlastník německých obchodních řetězců Lidl a Kaufland v rámci tzv. Schwarz-skupiny (Schwarz-Gruppe), kterou založil již ve 30. letech 20. století jeho otec Josef Schwarz. K roku 2017 byl Dieter Schwarz jedním z nejbohatších Němců.

## Životopis
Podnikatel Schwarz je od roku 1963 ženatý s Franziskou rozenou Weipert. Manželé mají dvě dospělé dcery, které však v rodinných společnostech nepůsobí. Jmenují se Regine Schwarz a Monika Römer a pro každou z nich byla zřízena tzv. rodinná nadace podle německého práva.
Dieter Schwarz si střeží soukromí, straní se médií, odmítá poskytovat rozhovory a až na výjimky nejsou známy jeho fotografie či videa. Schwarz nepředvádí svůj majetek, nevlastní soukromé letadlo ani jachtu. Žije s manželkou Franziskou ve vile ve svém rodišti Heilbronnu ve spolkové zemi Bádensko-Württembersko. Je členem místní evangelické náboženské obce společenství Bund Evangelisch-Freikirchlicher Gemeinden in Deutschland (BEFG).
V roce 1977 zemřel na rakovinu Dieterův otec Josef Schwarz.
Schwarz je znám svými diskrétními dobročinnými aktivitami, které nestaví nijak na odiv. Prostřednictvím své nadace Dieter-Schwarz-Stiftung podporuje vědu a výzkum, školy v Heilbronnu a také univerzity v dalších městech, včetně moderního vědeckého centra, nazvaného Experimenta. Ve městě Bad Friedrichshall, ležícím severně od Neckarsulmu, buduje jeho nadace v současnosti na osmihektarovém pozemku kampus, zaměřený na informační technologie, v němž má být 5000 pracovních míst.

## Obchodní podnikání
Úspěšná podnikatelská tradice rodiny Schwarzových se datuje již od 19. století, kdy pradědeček August Schwarz, narozený v roce 1836, byl v Heilbronnu majitelem malého obchodního domu. Dieter Schwarz se narodil na samém počátku druhé světové války dne 24. září 1939. O pět let později přežil ve sklepě rodinného domu spolu s rodiči a sestrami velké spojenecké bombardování, během kterého byl Heilbronn téměř zcela zničen.
Dieterův otec Josef Schwarz se v roce 1930 stal společníkem firmy Lidl & Co. Südfrüchtenhandlung, obchodující s jižním ovocem. Se společníkem jménem Lidl přejmenovali tento podnik na Lidl&Schwarz KG a přeměnili jej na velkoobchodní firmu s potravinami. Dieter Schwarz měl pokračovat v duchu tradice. Vyučil se obchodníkem v rodinné firmě a v roce 1963 ve svých 24 letech do ní nastoupil jako společník.

Struktura Schwarzových firem, 2008

Již v roce 1968 otevřel Dieter Schwarz spolu se svým otcem ve městě Backnang supermarket nazvaný Handelshof. Název Kaufland Schwarz poprvé použil pro nový supermarket, který zřídil v roce 1984 v Neckarsulmu. Všechny starší obchody mezitím vytvořeného řetězce Handelshof byly poté přejmenovány na Kaufland. První Kaufland v zahraničí, tj. mimo území nyní již sjednoceného Německa, byl otevřen v roce 1998 v Kladně v České republice.
Svůj první vlastní (na otci majetkově nezávislý) diskontní supermarket Lidl otevřel Dieter Schwarz v roce 1973 v Ludwigshafenu (Ludwigshafen am Rhein). Původní firma měla sice v názvu jméno Lidl, avšak neměla na jeho užití právo. Aby použití názvu legalizovali, vyhledali otec a syn Schwarzovi učitele v důchodu a amatérského malíře Ludwiga Lidla, o jehož existenci se náhodou dozvěděli z novin. Právo na užití jeho jména pro název nového obchodu a později velkého řetězce od Ludwiga Lidla odkoupili za jeden tisíc marek (DM).
Z hlediska výkonné moci hlavní součástí Schwarzova obchodního holdingu (tzv. Schwarz-Gruppe se sídlem v Neckarsulmu) je komanditní společnost Schwarz Unternehmenstreuhand KG. Z hlediska majetkového hraje velkou roli rodinná nadace, nesoucí Schwarzovo jméno (Dieter-Schwarz-Stiftung). Dlouholetým generálním ředitelem uvedené komanditní společnosti byl Klaus Gehrig (narozen 1948). Dne 2. července 2021 Gehrig po neshodách s Dieterem Schwarzem z této funkce odešel. Dezignovaným nástupcem Gehriga se stal Gerd Chrzanowski.
Majetek Dietera Schwarze byl v roce 2021 ohodnocen ve výši 28,6 miliard amerických dolarů, což jej pro server Bloomberg.com řadí na 49. místo nejbohatších lidí světa po hongkongském podnikateli jménem Li Ka-šing.

## Galerie

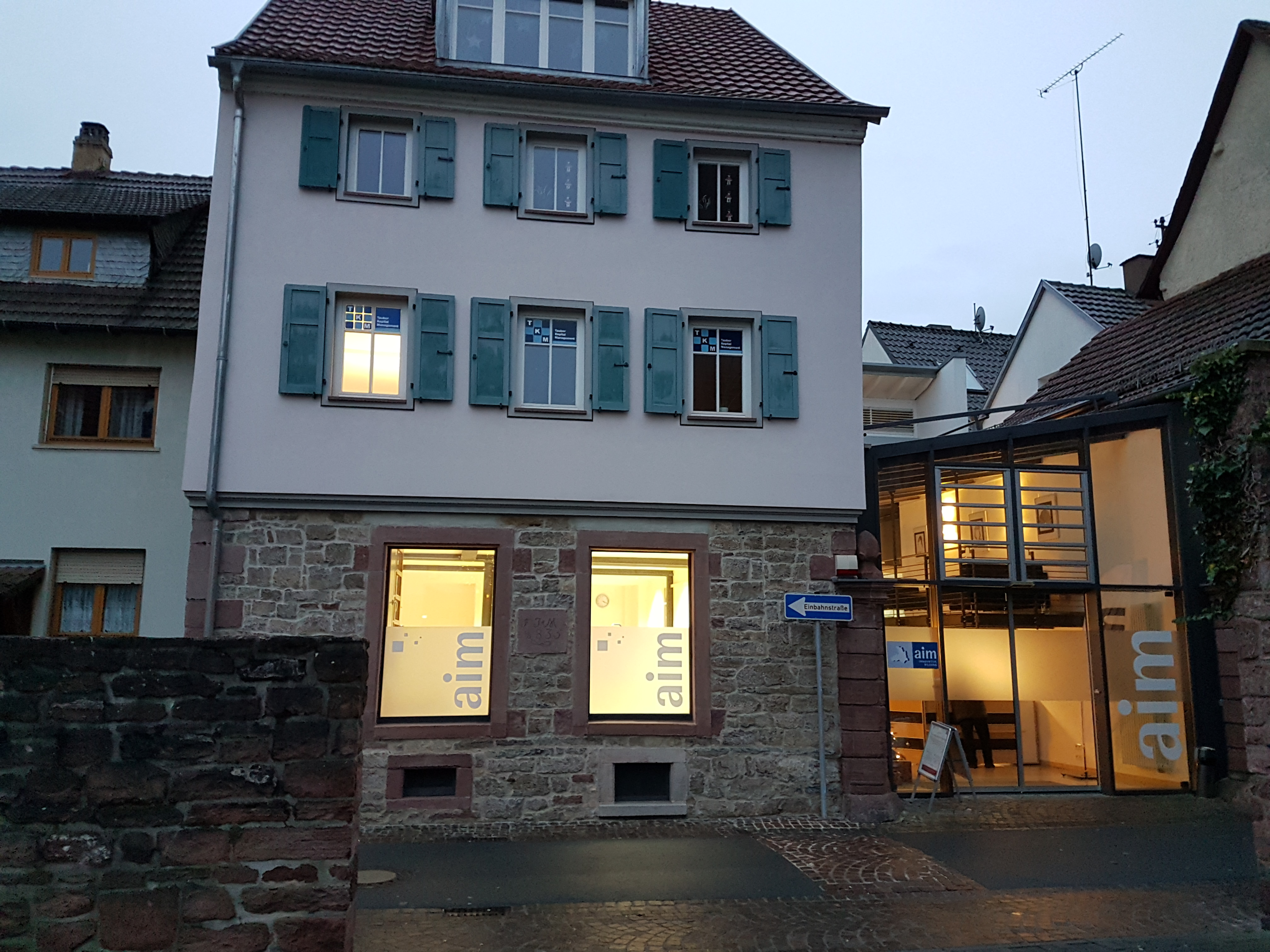
Schwarzova AIM Akademie ve městě Tauberbischofsheim, region Franken
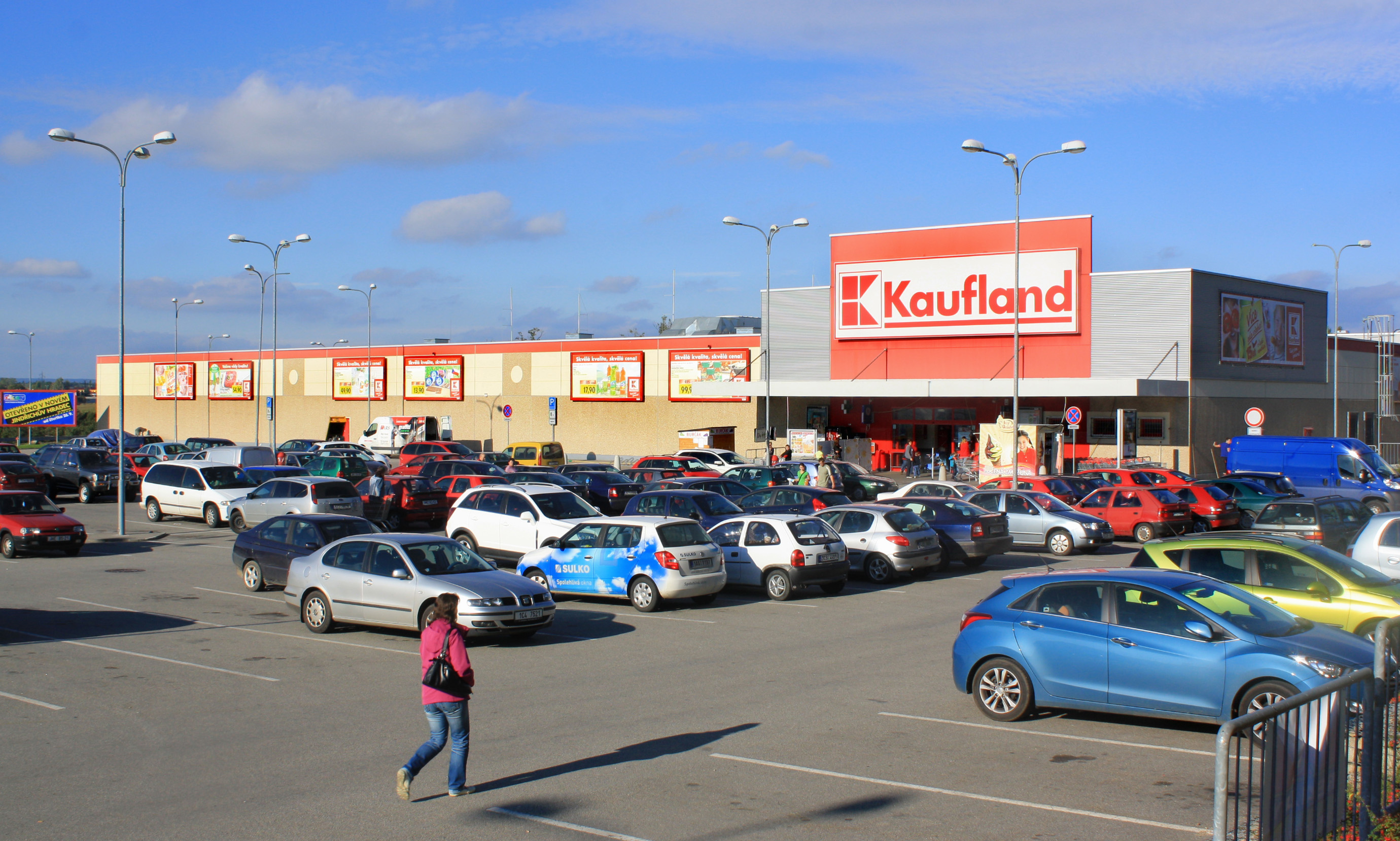
Kaufland v Jindřichově Hradci v jižních Čechách
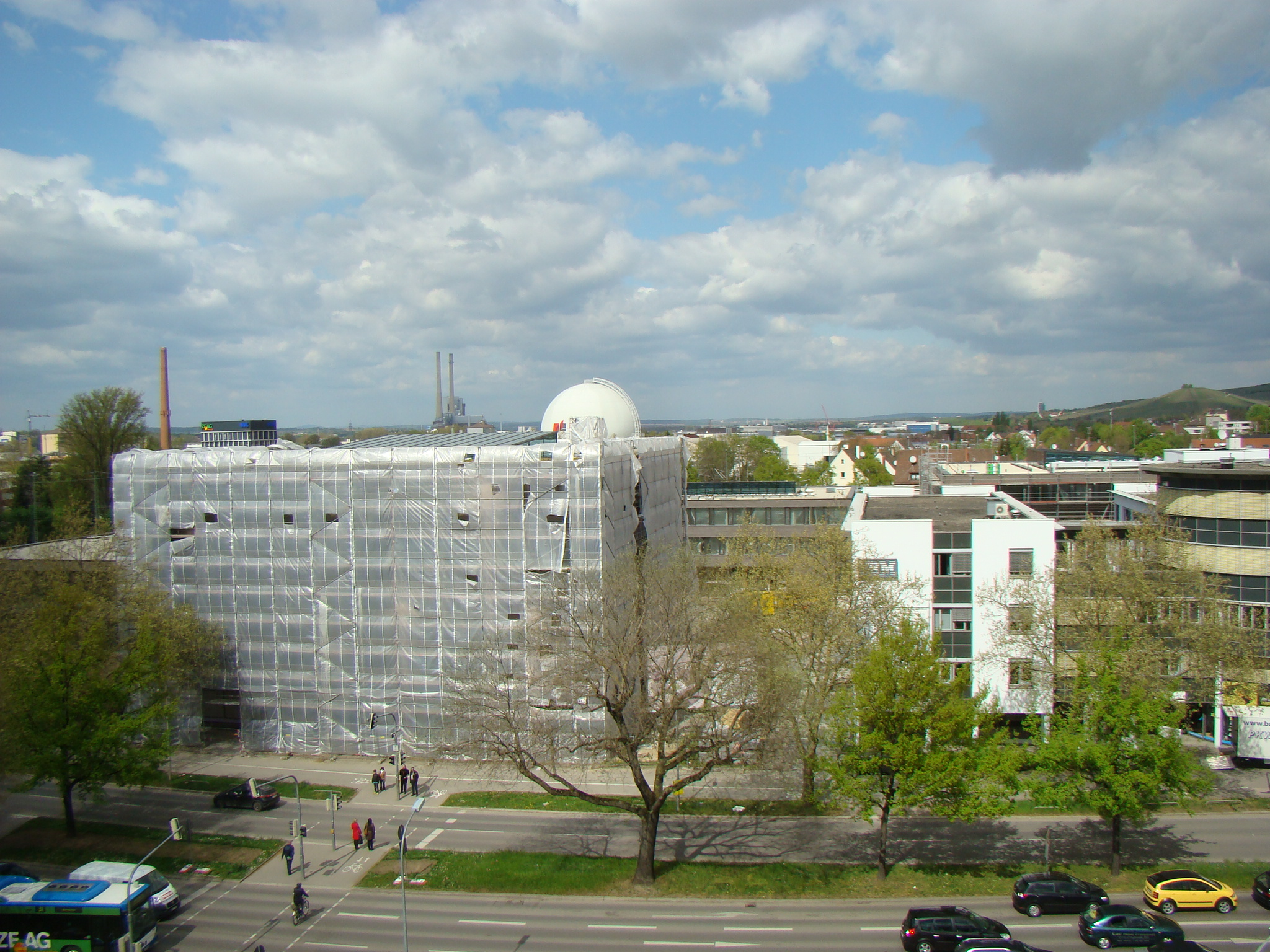
Výstavba Schwarzova kampusu v Heilbronnu (2011)
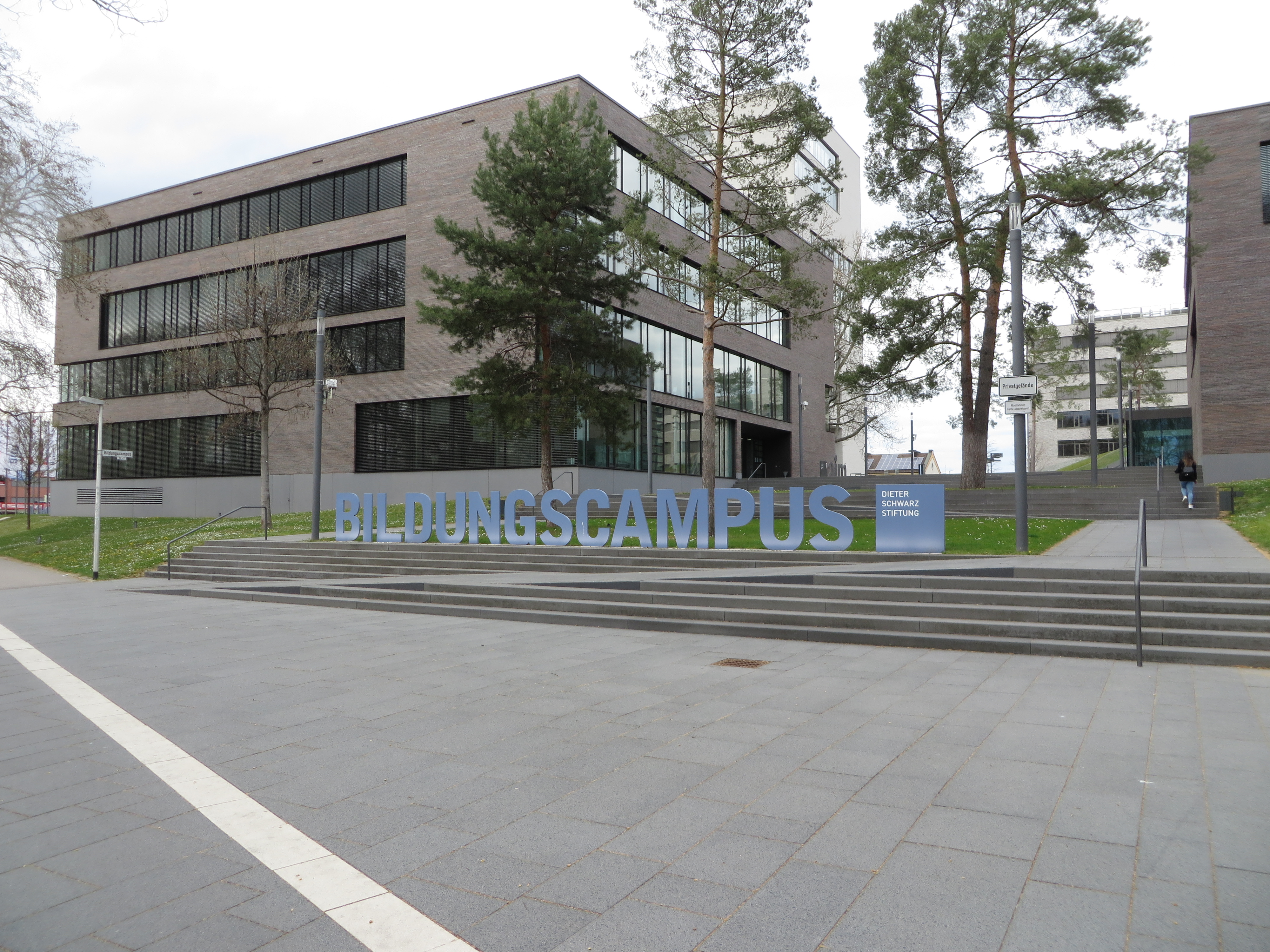
Heilbronnský Bildungscampus v roce 2021
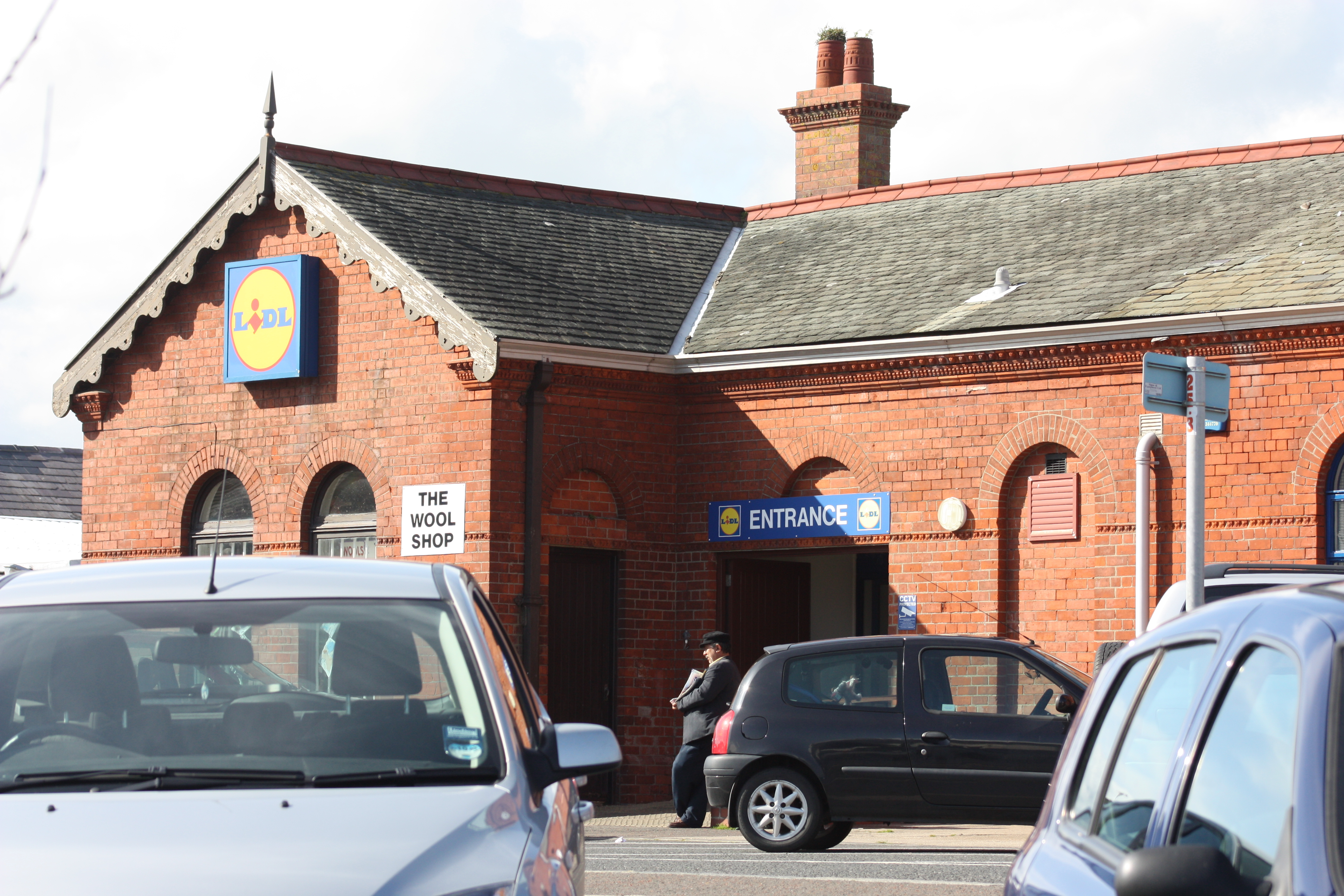
Prodejna Lidlu z bývalého nádraží, Newcastle, Severní Irsko